# Волин, Борис Михайлович
Бори́с Миха́йлович Во́лин (при рождении Ио́сиф Ефи́мович Фра́дкин; 1 июня 1886, Глубокое, Дисненский уезд, Витебская губерния, Российская империя — 16 февраля 1957, Москва, СССР) — советский историк и филолог, журналист, партийный и государственный деятель.
Волин был членом Уфимского комитета большевиков, организатором и редактором первой нелегальной большевистской газеты на Урале «Уфимский рабочий»

## Биография
Был старшим ребёнком в семье, в которой росло шестеро детей (три брата и три сестры). Когда он был ребёнком семья переехала в Покровское Екатеринославской губернии. Отец работал счетоводом на мельничном хозяйстве в Екатеринославе.
В 1901 году окончил городское училище в Екатеринославе. В 1905 году — член Екатеринославского комитета РСДРП, в 1906—1907 годах вёл партийную работу в Брянске и на Урале, был редактором подпольной большевистской газеты «Уфимский рабочий». Неоднократно подвергался арестам.
В 1910 году экстерном сдал экзамены и получил аттестат зрелости 1-й Орловской гимназии. После этого он был вынужден эмигрировать в Париж (1911), где учился на юридическом факультете Парижского университета. В Россию вернулся накануне Первой мировой войны, поступил на юридический факультет Московского университета (окончил в 1917 году). 25 июня 1917 года был избран гласным Московской городской думы.
В дни вооружённого восстания 1917 года в Москве Волин некоторое время был председателем Военно-революционного комитета Замоскворечья.
После революции Волин был членом исполкома Московского горкома РСДРП(б), членом редакции «Правды». 7 июня 1918 года в "Правде" была опубликована статья Волина, в которой говорилось о необходимости подчинения органов советской власти органам РКП(б): "...фракции районных советов безусловно должны подчиняться постановлениям районных комитетов, а фракции общегородских советских учреждений - общегородскому партийному центру...". Впоследствии стал председателем Орловского губернского комитета РКП(б) (с 19 мая по август 1918 года), председателем исполнительного комитета Орловского губернского Совета (с августа 1918 года по июнь 1919 года).
В последующие годы Волин был секретарём губкома РКП(б) в Брянске, председателем губисполкомов в Костроме, Харькове, заместителем народного комиссара внутренних дел Украины. Волин избирался делегатом на VIII, IX и XVI съезды коммунистической партии.
В 1923—1924 годах главный редактор газеты Московского комитета РКП(б) «Рабочая Москва». В 1923—1928 годах член редколлегии журналов «На посту» — «На литературном посту». В 1924—1925 годах Волин был первым секретарем полномочного представительства СССР в Париже, в 1925—1926 годах — заместителем редактора «Известий ЦИК СССР», в 1926—1927 годах — директором отдела ТАСС в Вене, в 1927—1929 годах — руководителем отдела печати Народного комиссариата иностранных дел.
С 1928 года — один из руководителей вновь созданного «Общества по борьбе с алкоголизмом» (ОБСА), куда вошли другие видные советские деятели — Ярославский, Буденный, Подвойский, Демьян Бедный. С этого же года он ответственный редактор журнала «Трезвость и культура», учреждённого ОБСА и выходившего ежемесячно с 1928 по 1932 годы. В 1929—1931 годах редактор нижегородской областной газеты.
С 1931 по 1935 годы Волин работал начальником Главного управления по делам литературы и издательств (Главлит) — центрального цензурного органа СССР.
Волин занимался научными и педагогическими вопросами: в 1932—1935 годы он работал директором литературного отделения Института красной профессуры (одновременно — редактор журнала «Борьба классов»), в 1935—1936 годы заведовал отделом школ ЦК ВКП(б). Во второй половине 1930-х годов был издан «Толковый словарь русского языка» в 4-х томах под редакцией Б. М. Волина и Д. Н. Ушакова.
С 1936 по 1945 год — главный редактор «Исторического журнала», позднее входил в состав редколлегии журнала «Вопросы истории». В 1938—1941 годах заведовал кафедрой марксизма-ленинизма в ИФЛИ.
1 октября 1941 года Волин выехал на фронт в район Дорогобужа для чтения лекций, но попал в окружение. В тылу врага он стал организатором и секретарём партизанской группы в Смоленской области. Весной 1942 года Волин был переброшен в Москву на самолёте, за два года написал книгу «Всенародная партизанская война», а в 1944 году вновь ушёл на фронт. За боевые заслуги Борис Волин был награждён двумя орденами Отечественной войны 1-й степени и несколькими медалями.
В 1945 году Волин стал научным сотрудником Института Маркса-Энгельса-Ленина-Сталина при ЦК ВКП(б), а с 1946 до 1951 года был профессором кафедры марксизма-ленинизма МГУ.
Автор ряда исторических научных трудов и мемуаров. Основные темы его исследований: история коммунистической партии, жизнь и деятельность Ленина, с которым Волин был близко знаком и неоднократно встречался.
Похоронен на Новодевичьем кладбище.

## Семья
- Жена — Дина Давыдовна Волина (1888—1953), врач-гинеколог.
  - Дочь — Виктория Борисовна Волина (1920—2004), редактор, была замужем за театральным режиссёром и педагогом Борисом Голубовским, их сын — Анатолий Борисович Голубовский (род. 1957), социолог, искусствовед.
- Сестра — Ася Фрадкина, погибла во время Гражданской войны.
- Брат — Александр Ефимович Фрадкин (1895—1937), лётчик, военком Московской авиашколы, дипкурьер, директор завода № 133 Глававиапрома и инженерных отделов торгпредства СССР во Франции и Амторга в США, полковник; расстрелян[9][10][11].
- Сестра — Раиса Ефимовна Фрадкина (1901—1985), была замужем за карикатуристом Б. Е. Ефимовым[1].
- Сестра — Софья Ефимовна Черток (1905—?), экономист, сотрудница Экономического управления НКВД, была замужем за майором госбезопасности Л. И. Чертоком[12].
- Брат — Герман Ефимович Фрадкин (1904—1993), начальник 3-го отдела УГБ НКВД Мордовской АССР, сценарист и драматург.

## Сочинения
- Декреты Октября. — М.: Красная новь, 1922. — 45 с. Архивная копия от 20 октября 2016 на Wayback Machine